# Іловець
Ілове́ць (Бродовецький) — річка в Україні, в межах Стрийського району Львівської області. Ліва притока Дністра (басейн Чорного моря). 

## Опис
Довжина 16 км, площа басейну 59 км². Долина в багатьох місцях заболочена, річище слабозвивисте. Живлення здебільшого дощове і снігове. Використовують для технічного водопостачання та наповнення ставків, зокрема мальовничого озера (ставу) Барвінок — улюбленого місця відпочинку мешканців міста Нового Роздолу.

## Розташування
Бере початок між пагорбами Львівського Опілля, північніше села Ілова. Тече переважно на південь. Впадає до Дністра на південний захід від села Станківці.